# Henna (filme)
Henna é um filme de drama indiano de 1991 dirigido e escrito por Randhir Kapoor e Raj Kapoor. Foi selecionado como representante da Índia à edição do Oscar 1992, organizada pela Academia de Artes e Ciências Cinematográficas.

## Elenco
- Rishi Kapoor - Chanderprakash/Chaand
- Zeba Bakhtiar - Henna
- Ashwini Bhave - Chandni Kaul
- Saeed Jaffrey - Khan Baba
- Farida Jalal - Bibi Gul
- Kulbhushan Kharbanda - Mr. Kaul
- Kiran Kumar - Ashraf